# Castillo miliar

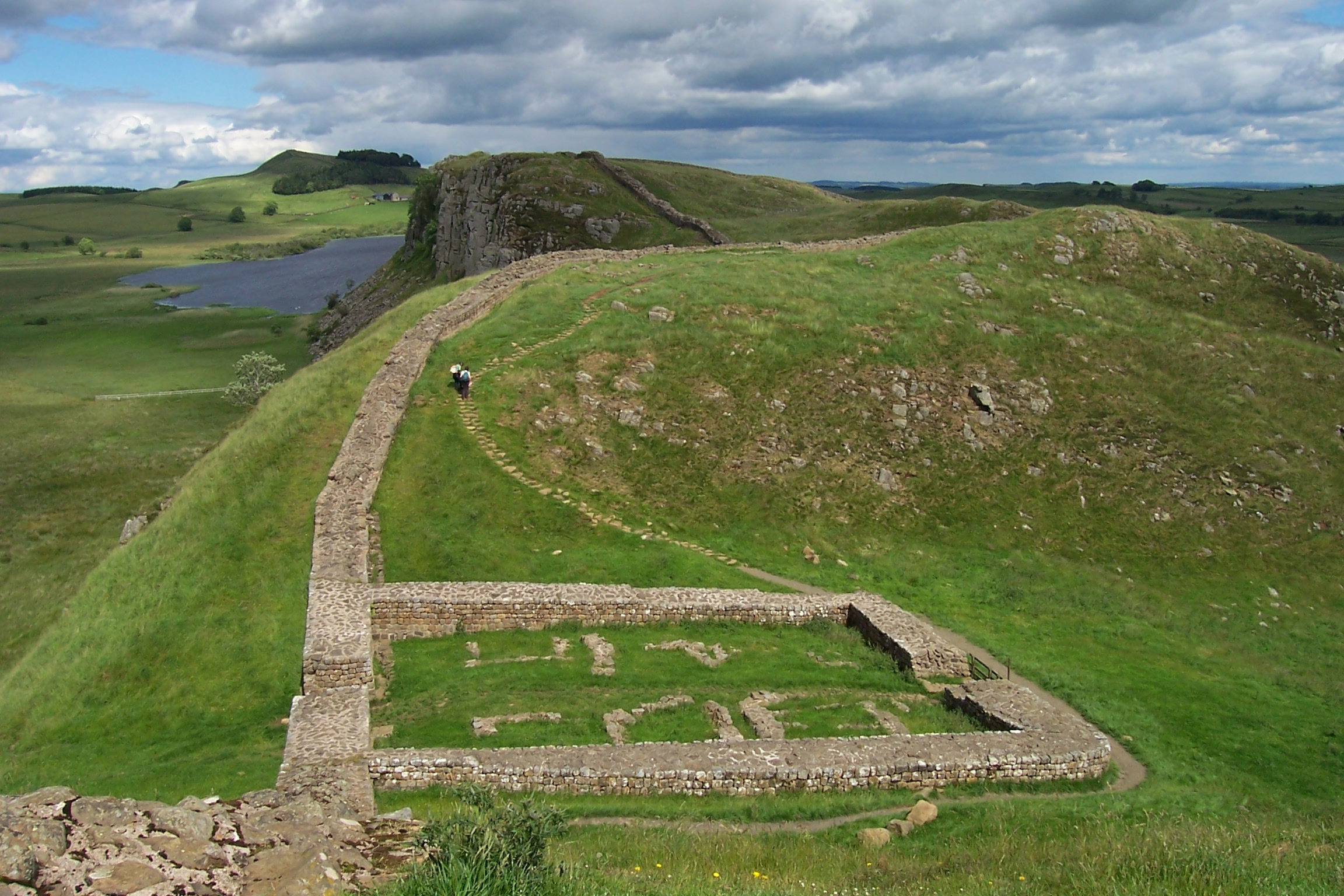
Ruinas del castillo miliar 39 (Castle Nick), cerca de Steel Rigg en el Muro de Adriano

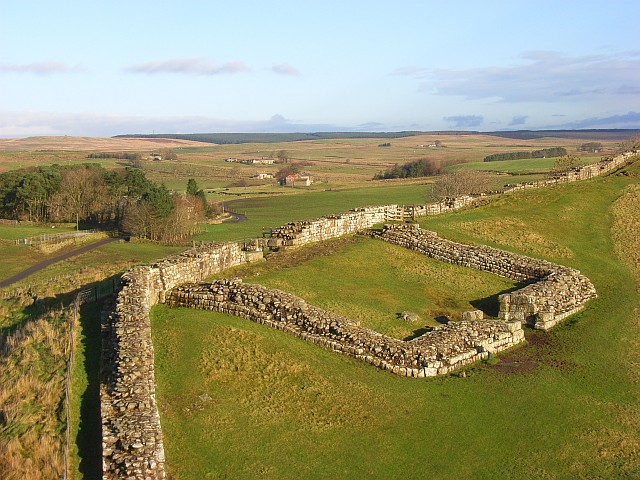
Ruinas del castillo miliar 42

Un castillo miliar (Castellum miliarium en latín) era un pequeño fuerte, de forma rectangular, construido durante el período del imperio Romano. Se situaban a intervalos de aproximadamente una milla romana a lo largo de varias fronteras importantes, como por ejemplo en el Muro de Adriano en Gran Bretaña. A lo largo de este, los castillos miliares fueron construidos inicialmente de piedra en los dos tercios orientales, y de turba apilada con una empalizada de madera en el tercio occidental, aunque los de turba fueron reconstruidos más adelante en piedra. El tamaño variaba, pero en general eran de unos 15 por 18 metros internamente, con paredes de piedra de hasta 3 metros de espesor y probablemente de 5 a 6 metros de altura, para que coincidieran con la altura del muro adyacente. Había 80 castillos miliares y 158 torretas. 
En el Muro de Adriano, un castillo miliar (hay algunas excepciones) resguardaba una entrada a través del muro con su correspondiente calzada sobre la zanja del muro hacia el norte, y tenía una guarnición de unos 20-30 soldados auxiliares alojados en dos bloques de barracas. A ambos lados del castillo miliar había una torre de piedra (torreta), situada a un tercio de una milla romana (500 m) de distancia. Se supone que la guarnición del castillo miliar también suministraba soldados a las torretas. La guarnición controlaba el paso de personas, mercancías y ganado a través de la frontera, y es probable que actuara como un puesto de aduanas para recaudar impuestos sobre ese tráfico.
Un sistema de castillos miliares y torres de vigilancia de piedra se extendía desde el extremo occidental del Muro de Adriano, a lo largo de la costa de Cumbria hasta la torreta 25B en Flimby, pero estaban unidos por una empalizada de madera y no por un muro frente a una profunda zanja, y no tenían ninguna puerta de acceso a través de la empalizada.

## Terminología y numeración
El término milecastle (castillo miliar) fue formalizado por Robert Smith en 1708, pero era utilizado de manera informal por la población local antes de esa fecha. Generalmente se refiere a las instalaciones adosadas al muro, mientras que otro término, fortín miliar (milefortlet), se utiliza para referirse a instalaciones similares que continuaron a lo largo de la costa de Cumbria y que eran contemporáneas de los castillos miliares.
Los castillos miliares están numerados del 1 (el más oriental) al 80 (el más occidental). Este sistema fue introducido por J. Collingwood Bruce a finales del siglo XIX, y se convirtió en un estándar alrededor de 1930, aunque Peter Hill ha sugerido que podría haber un castillo miliar 0. Por su parte, los fortines miliares están numerados desde 1 (al oeste de Bowness-on-Solway) posiblemente hasta 26 (en Flimby). La abreviatura ampliamente utilizada es, por ejemplo, MC1, MC2, etc. para castillo miliares y MF1, MF2, etc. para fortines miliares. Las torretas intermedias se designan con un sufijo alfabético, por lo que las torretas al oeste del MC20 serían las torretas 20a y 20b, o T20a y T20b. A pesar de la evidencia de que el muro continúa alrededor de un cuarto de milla al oeste de Bowness-on-Solway, las torres entre MC80 y MF1 se conocen como torres 0a y 0b.
Cuando el muro de turbera y los muros de piedra divergen entre sí (justo al oeste de Birdoswald), a los castillos miliares y torretas únicos del muro de turbera se les da el sufijo TW, por ejemplo MC50 TW.

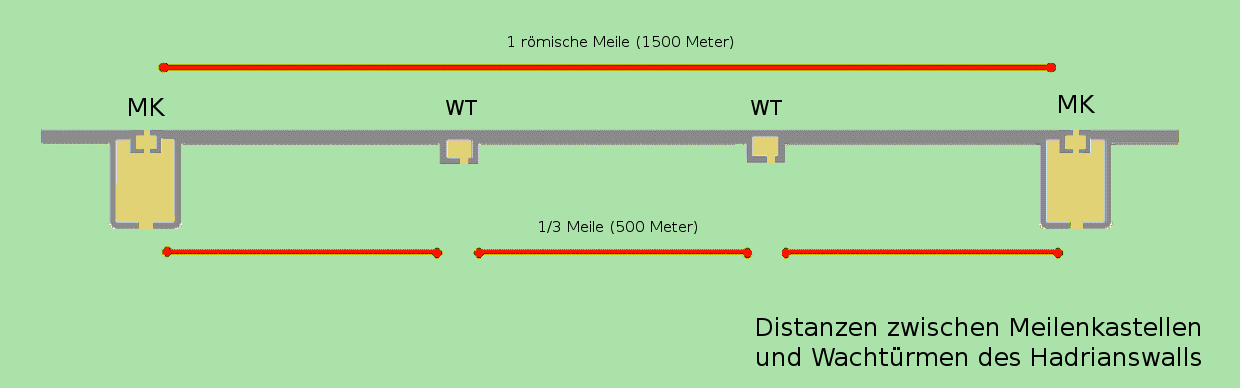
Esquema teórico de la estructura del Muro de Adriano a lo largo de una milla romana, con un castillo miliar al principio y al final, y dos fortines entremedias

## Estructura

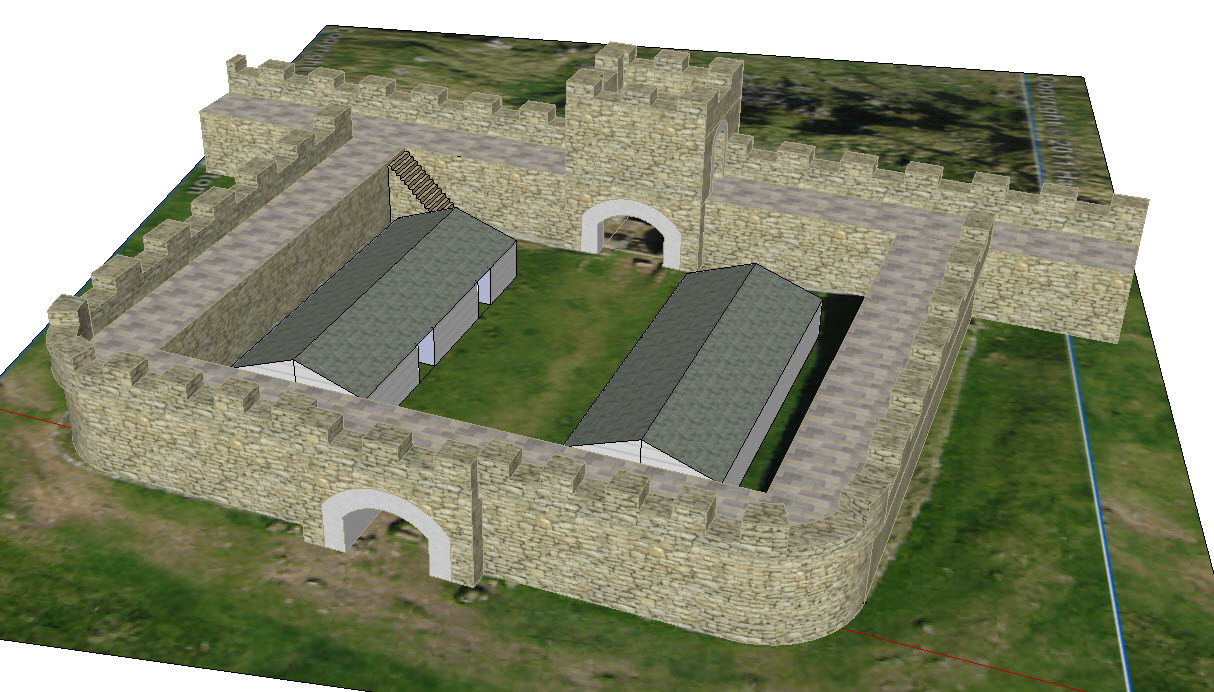
Reconstrucción de un castillo miliar

### Puertas
Los castillos miliares del Muro de Adriano son reconocidos por tener tres tipos principales de puertas de entrada.
El tipo I tiene pilares que sobresalen simétricamente en el interior y exterior de la puerta. Los pilares y los muros de paso suelen ser de mampostería de gran tamaño, y la estructura es más ancha (de E a W) que profunda (de N a S, es decir, entre las puertas). Algunos ejemplos son MC 38 (Hotbank) y MC 42 (Cawfields). Generalmente se cree que fue construido por la Legio II Augusta.
El tipo II tiene pilares que sobresalen en el interior de la puerta. Los pilares y muros de paso tienden a ser de mampostería más pequeña que el tipo I. Solo se encuentra en los castillos miliares de Narrow Wall; cuando se encuentran puertas de entrada similares en los castillos miliares de Broad Wall, a veces se le conoce como tipo IV. Un ejemplo es el MC 9 (Chapel House). Generalmente se cree que fue construido por la Legio XX Valeria Victrix.
El tipo III tiene pilares que sobresalen en el interior de la puerta. Los pilares suelen ser de mampostería de grandes dimensiones y los muros de paso de material más pequeño. Algunos ejemplos son MC 47 (Chapel House, al este de Gilsland) y MC 48 (Poltross Burn). Generalmente se cree que fue construido por la Legio VI Victrix.

### Ejes
Dos tipos de castillos miliares son discernibles a partir de la planta: eje largo y eje corto, siendo el eje referido el que se encuentra entre las puertas norte y sur de cada castillo. La única excepción conocida es el castillo miliar 79, que fue un castillo de turbera reconstruido posteriormente con piedra.

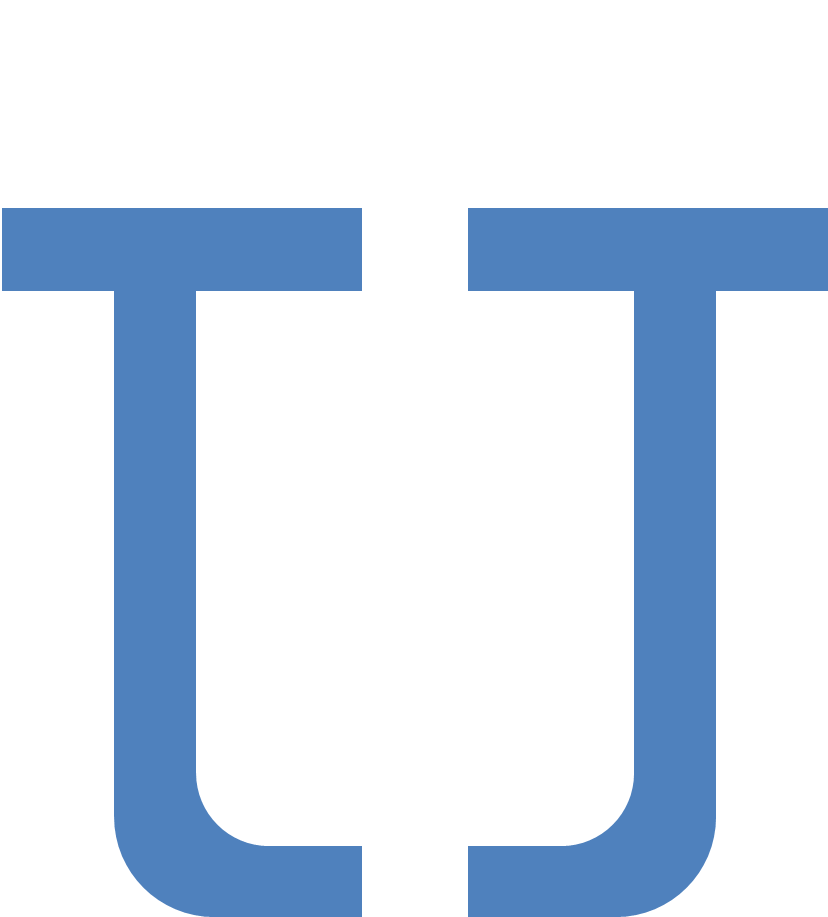
Planta de un castillo miliar de eje largo
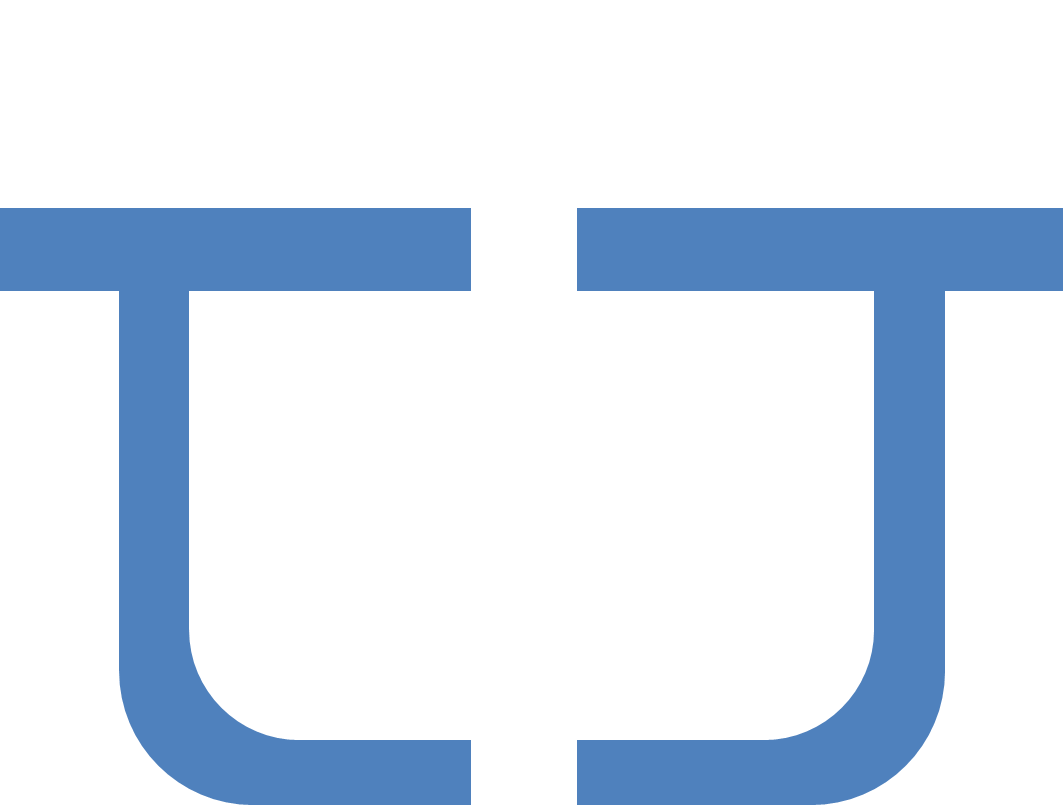
Planta de un castillo miliar de eje corto
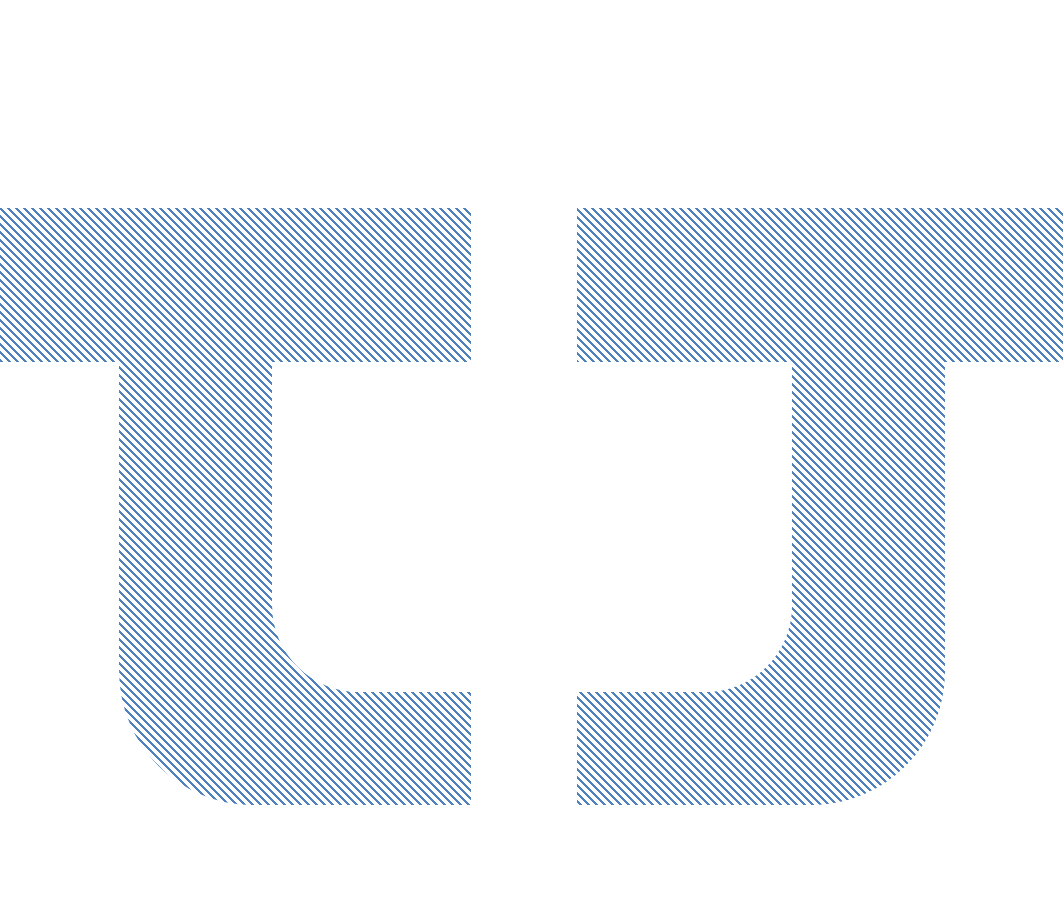
Planta de un castillo miliar de turbera